# HC Donbass Donetsk
Le HC Donbass Donetsk est un club de handball basé dans la ville de Donetsk dans le Donbass en Ukraine. C'est la section handball du club omnisports du Chakhtar Donetsk.

## Histoire
Le club a été fondé en 1983 à la place de l'ancien club de la ville, le Spartak Donetsk, et il s'est alors appelé Chakhtar. Ce n'est qu'en 1996 que le club devient Chakhtar Akademiya. 
La meilleure saison du club fut sans aucun doute possible la saison 1995-1996, ponctuée par la finale de la Coupe de l'EHF perdue face aux Espagnols du BM Granollers.
En 2017, il prend la dénomination de HC Donbass Donetsk. Le club a terminé à la 3e place du Championnat d'Ukraine lors des saisons 2017/18 et 2018/19.

## Palmarès
Compétitions internationales
- Finaliste de la Coupe de l'EHF (1) : 1996

Compétitions nationales
- Championnat d'Ukraine (3) : 1996, 1997, 2002
- Finaliste de la Coupe d'Ukraine (1) : 2021